# Polyfill
En informática, un polyfill o polyfiller es un módulo de código (generalmente escrito en JavaScript, pero también hay otros lenguajes de programación web) que permite adaptar los navegadores a las funciones más recientes de HTML, CSS o JavaScript no compatibles. Por ejemplo, las características de HTML5 y CSS no están disponibles en los navegadores más antiguos. Los sitios web pueden seguir utilizando estas funciones si incluyen el correspondiente polyfill[cita requerida].
El nombre "Polyfill" deriva de Polyfilla, el nombre de una marca de masilla de relleno muy utilizada en el Reino Unido (similar a Moltofill, muy utilizado en los países de habla alemana). Fue creado por Remy Sharp para su libro Introducing HTML5 en 2009.

## Enlaces web
- Una lista de polyfills que proporcionan funcionalidad HTML5

- Datos: Q7226317